# Mecomma
Mecomma is een geslacht van wantsen uit de familie blindwantsen. Het geslacht werd voor het eerst wetenschappelijk beschreven door Fieber in 1858 .

## Soorten
Het genus bevat de volgende soorten:

- Mecomma angustatus Uhler, 1895
- Mecomma angusticollis Linnavuori, 1973
- Mecomma antennata Van Duzee, 1917
- Mecomma bradora Kelton, 1960
- Mecomma fumida Linnavuori, 1975
- Mecomma giloipes Stål, 1858
- Mecomma gilvipes (Stål, 1858)
- Mecomma grandis Carvalho & Southwood, 1955
- Mecomma juno Linnavuori, 1994
- Mecomma kharon Linnavuori, 1994
- Mecomma khrysothemis Linnavuori, 1994
- Mecomma rectangulus (Ghauri, 1970)
- Mecomma ruficeps Linnavuori, 1994
- Mecomma ruwenzoriense Ghauri, 1964

Subgenus Globicellus Kiritshenko, 1951
- Mecomma dispar (Boheman, 1852)

Subgenus Mecomma Fieber, 1858
- Mecomma ambulans (Fallén, 1807)
- Mecomma capitatum Liu & Zheng, 1993
- Mecomma chinense Reuter, 1906
- Mecomma crassicornis G.Q. Liu & Yamamoto, 2004
- Mecomma gansuanum Liu & Zheng, 1993
- Mecomma imitambulans G.Q. Liu & Yamamoto, 2004
- Mecomma japonicum Miyamoto, 1966
- Mecomma lushuiensis G.Q. Liu & Yamamoto, 2004
- Mecomma opacum Liu & Zheng, 1993
- Mecomma pervinius Önder, 1974
- Mecomma shaanxiensis G.Q. Liu & Yamamoto, 2004
- Mecomma stenatum G.Q. Liu & Yamamoto, 2004
- Mecomma xiongi G.Q. Liu & Yamamoto, 2004